# Albert Simon
Albert Simon (Sanem, 3 juli 1901 – Esch-sur-Alzette, 13 maart 1956) was een Luxemburgs karikaturist en cartoonist.

## Leven en werk
Albert Simon was een zoon van Nicolas Simon en Marie Leysen. Zijn vader was ijzerwerker en had daarnaast een kleine boerderij. Na de lagere school werkte Simon op de boerderij en in de ijzergieterij van Differdange. Hij leerde de beginselen van het tekenen van zijn vader. Als snel viel hij meer op door de karikaturen van zijn collega's en zijn vader kreeg het advies Albert naar school te sturen. Na de Eerste Wereldoorlog ging Simon naar de ambachtsschool. Samen met zijn leermeester Pierre Blanc, Reginald Bottomley, Adolphe Eberhard en een aantal andere Luxemburgse kunstenaars nam hij in 1921 deel aan de kunstexpositie Lotharingen-Luxemburg. Op aanraden van Blanc en met steun van Eugène Forman, redacteur van het statirisch weekblad De Gukuk, ging Simon in 1922 naar de Kunstacademie van München. Hij kreeg er werk aangeboden als karikatuurtekenaar bij het satirische dagblad Simplicissimus. Hij weigerde omdat de redactie haat jegens de geallieerden en tegenstanders van de Duitsers in de Eerste Wereldoorlog propageerde.
Na zijn terugkeer in Luxemburg kreeg hij een baan bij De Gukuk en tekende daarnaast voor het literaire tijdschrift Les Cahiers luxembourgeois. In 1924 vertegenwoordigden Simon, schilder Jean Jacoby en beeldhouwer Frantz Heldenstein Luxemburg tijdens de kunstwedstrijden op de Olympische Zomerspelen 1924. Jacoby en Heldenstein gingen met een medaille naar huis, Simon greep met zijn drie werken in de sectie schilderkunst naast de prijzen. In 1930-1931 kwam Simon in vaste dienst bij het Tageblatt, hij studeerde daarnaast nog aan een Parijse academie. Bij het Tageblatt was hij verantwoordelijk voor het illustreren van de politieke artikelen met karikaturen. Vanaf 1934 publiceerde hij ook regelmatig een 'Eine Seite Humor' een pagina met beeldgrappen in de Luxemburgse geïllustreerde uitgave AZ. Vanwege zijn karikaturen van Adolf Hitler werd Simon in 1940 door de Duitse bezetter bij verstek tot twee keer toe ter dood veroordeeld. Hij was eerder naar Frankrijk gevlucht, waar hij tot het einde van de Tweede Wereldoorlog onder een valse naam werkte en leefde, voornamelijk in Digne-les-Bains en later in Marseille. Toen hij daar na de oorlog op vakantie ging, werd hij nog steeds geprezen in lokale kranten als La Marseillaise en Le Provencal. Hij bleef voor het Tageblatt werken en richtte een nieuw satirisch dagblad op, De Peck-Villchen, dat hij tot aan zijn dood leidde.
Albert Simon overleed op 54-jarige leeftijd in het ziekenhuis van Esch-sur-Alzette, hij werd begraven in Sanem. In Sanem en Contern werden straten naar hem vernoemd.